# Philadelphia Flyers
Los Philadelphia Flyers (en español, Aviadores de Filadelfia) son un equipo profesional de hockey sobre hielo de los Estados Unidos con sede en Filadelfia, Pensilvania. Compiten en la División Metropolitana de la Conferencia Este de la National Hockey League (NHL) y disputan sus partidos como locales en el Wells Fargo Center.

## Historia
El equipo ha sido caracterizado por haber tenido grandes plantillas a lo largo de su historia. Los Flyers ganaron la Stanley Cup en 1974 y 1975. También alcanzaron las finales en los años 1976, 1980, 1985, 1987, 1997 y 2010. Ganaron el President's Trophy al campeón de la liga regular en 1975, 1980 y 1985.

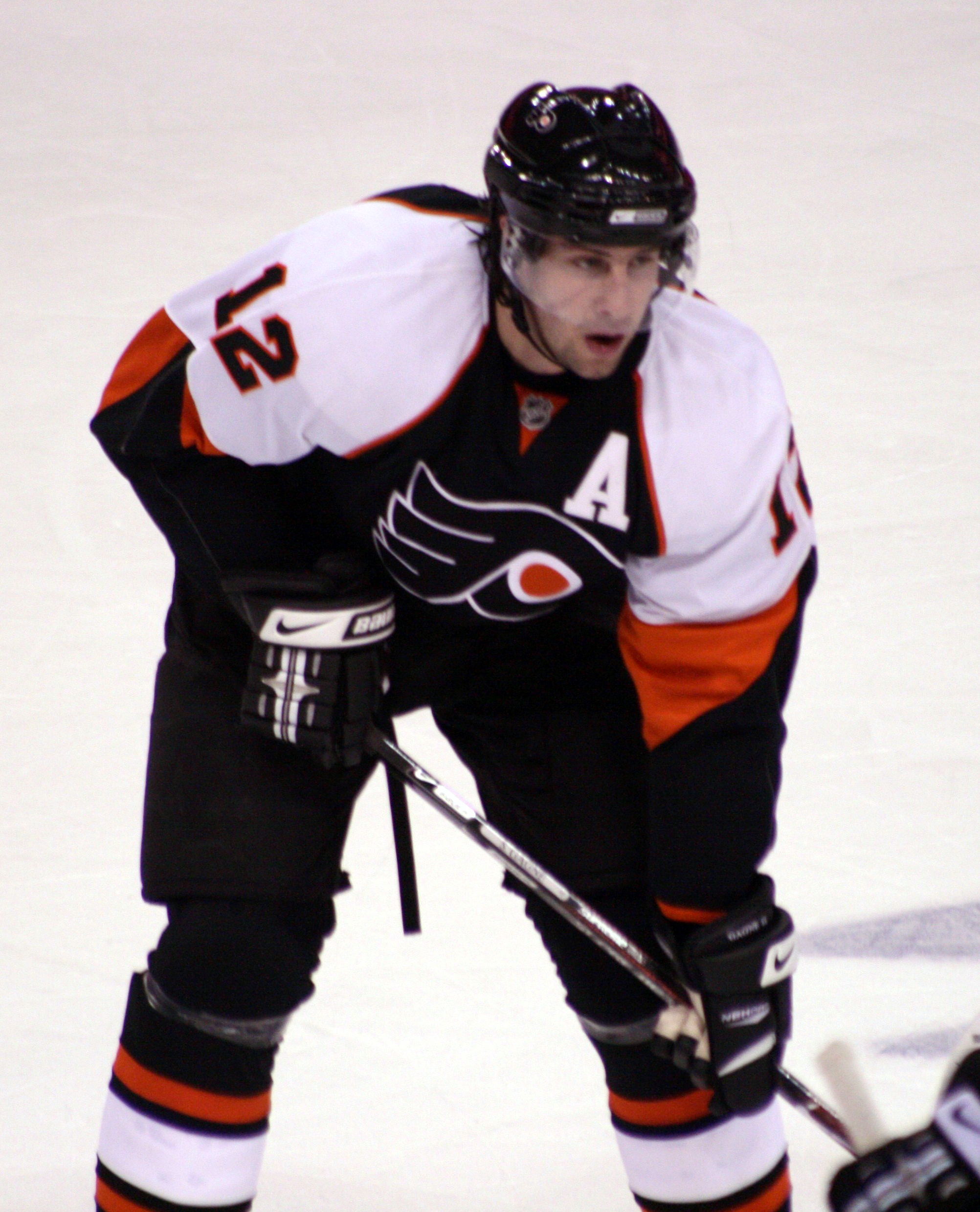
Equipación de los Philadelphia Flyers.

El equipo de la década de los setenta era liderado por Bobby Clarke, ganador del Hart Trophy en 1973, 1975 y 1976. Bernie Parent era también parte importante de este grupo: fue galardonado con la mención al mejor guardameta en 1974 y 1975, junto con el Conn Smythe Trophy al jugador más valioso de los playoff por el título. Reggie Leach fue el máximo anotador de la NHL en 1976 y también ganó el Conn Smythe Trophy ese mismo año. Bob Dailey, Rick MacLeish y Bill Barber fueron también otros miembros ilustres de aquellos Flyers.
En 1979-80, los Flyers establecieron un nuevo récord de victorias consecutivas en la NHL: 35. Ningún equipo estadounidense de hockey, béisbol, fútbol americano o baloncesto ha alcanzado dicha marca. El guardameta Pete Peeters fue uno de los factores vitales para la consecución de aquel récord.
En los años ochenta, el equipo fue liderado por Mark Howe (hijo del legendario Gordie Howe), un defensa con llegada a la delantera. Pelle Lindbergh (1985) y Ron Hextall (1987) ganaron ambos el Vezina Trophy al mejor guardameta de la liga. Hextall también ganó el Conn Smythe Trophy en 1987. Tim Kerr era el gran anotador de esta escuadra.
Eric Lindros ganó el Hart Trophy en 1995. John Leclair, Mark Recchi y Eric Desjardins fueron otras figuras de los Flyers de los 90.
Los Flyers continuaron siendo un duro rival a comienzos del siglo XXI, llegando muy cerca de las finales por la Stanley Cup en dos ocasiones. Las últimas grandes figuras fueron Keith Primeau, Peter Forsberg y Simon Gagne. Actualmente se destacan el superstar Claude Giroux y el experimentado Scott Hartnell.
Finalmente llegararon a la final por la Stanley Cup en 2010, desafortunadamente fue eliminadó por los Chicago Blackhawks. En la temporada 2010-11 los flyers se hicieron del título de su división aunque fue eliminado por los Boston Bruins en las semifinales de conferencia. En la siguiente temporada llegaron nuevamente a los playoffs sin embargo no tuvieron el éxito deseado.
En la temporada 2012-13 fracasó en su clasificación a los playoffs, quedando fuera por primera vez desde 2007.
Su entrenador en la actualidad es Dave Hakstol.

## Estadio y Uniformes
Los Philadelphia Flyers juegan en el Wells Fargo Center y sus colores son el naranja, el negro y el blanco.

## Rivalidades
Los Philadelphia Flyers han tenido varias rivalidades debido al éxito que han tenido desde su fundación, a la cercanía de Filadelfia a otras ciudades grandes del país y su popularidad. Sus mayores rivales son Pittsburgh Penguins por ser ambos equipos del estado de Pensilvania, además con los New York Rangers y con los New Jersey Devils.

## Palmarés
- Copa Stanley (2): 1973–74, 1974–75

- Campeonatos de Conferencia (8): 1974–75, 1975–76, 1976–77, 1979–80, 1984–85, 1986–87, 1996–97, 2009–10

- Campeonatos de División (16): 1967–68, 1973–74, 1974–75, 1975–76, 1976–77, 1979–80, 1982–83, 1984–85, 1985–86, 1986–87, 1994–95, 1995–96, 1999–00, 2001–02, 2003–04, 2010-11